# Pedro Rodríguez Lomelí

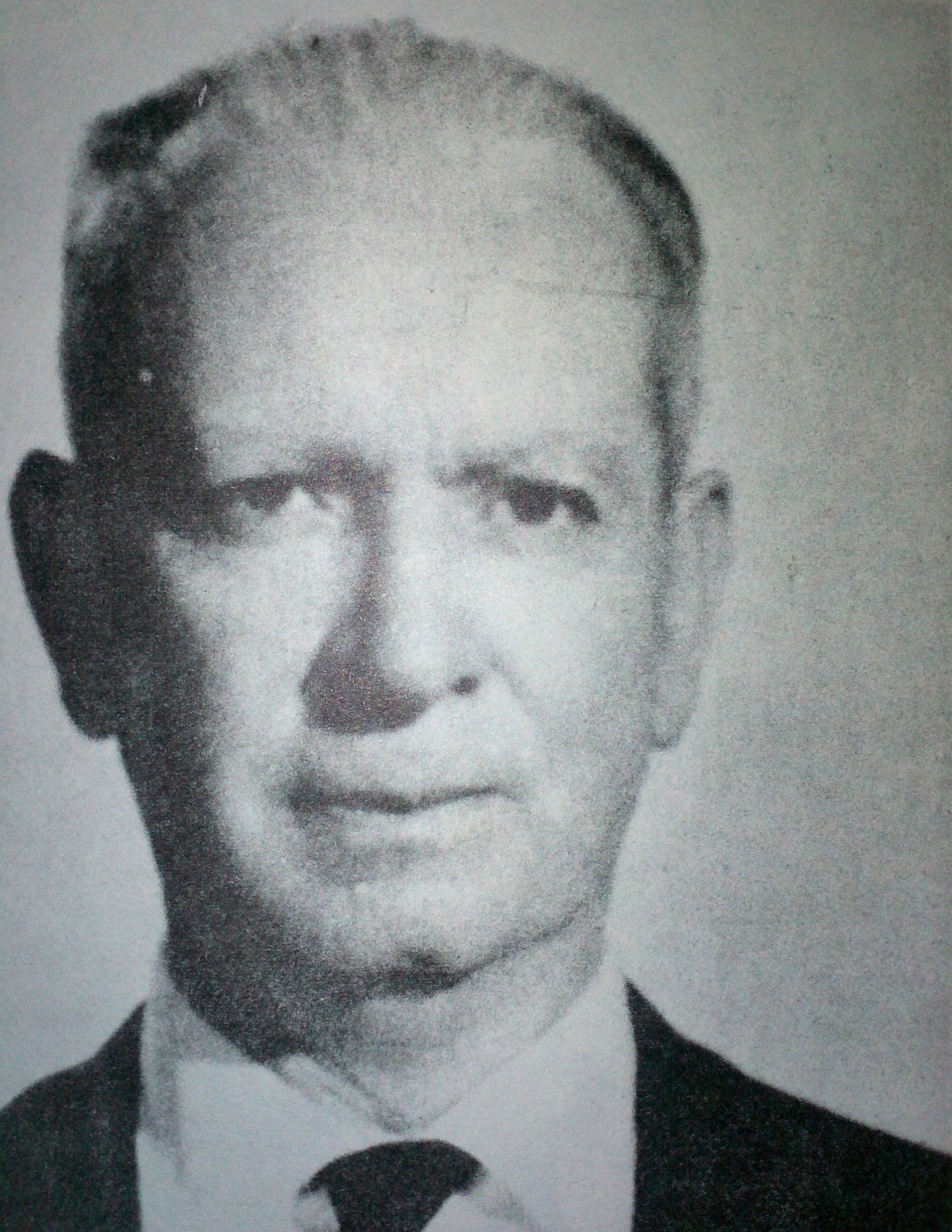
Fotografía de Pedro Rodríguez Lomelí en 1961.

Pedro Rodríguez Lomelí (4 de diciembre de 1899- 9 de abril de 1991) fue un escritor, político, periodista y parapsicólogo jalisciense. Es considerado un "hijo ilustre" de Jalostotitlán, Jalisco, México.

## Orígenes
Nació el 4 de diciembre de 1899, hijo de Modesto Rodríguez Marín y Carmen Lomelí Sánchez. Estudió la escuela primaria en su pueblo natal y después estudió 5 años en el seminario de San Juan de los Lagos, Jalisco. Se casó con la señorita profesora Margarita Ochoa Álvarez y con ella procreó dos hijos: Pedro Rodríguez Ochoa y Margarita Rodríguez Ochoa.

## Estudios
Se recibió de profesor de escuela primaria por la escuela Normal de Jalisco en el año de 1921. Ese mismo año se matriculó en la facultad de medicina de la Universidad de Guadalajara. Obtuvo su grado de médico cirujano partero en el año de 1927 por la Universidad de Guadalajara, en Guadalajara, México.

## Trayectoria
Trabajó como Supervisor de la sección editorial del diario El Informador en Guadalajara, Jalisco desde 1944 y se encargó de la sección literaria del diario. Trabajó en esa publicación durante más de 40 años.
Hasta los últimos años de su vida mantuvo una colaboración semanal, al supervisar la "Selección Literaria", una plana completa que El Informador publicaba los domingos.
Como docente, trabajó en escuelas públicas y también fue catedrático de la carrera de Trabajo Social de la Universidad de Guadalajara durante 16 años. En las elecciones de 1932, figuró como candidato a gobernador de Jalisco apoyado por el Partido Agrarista de Jalisco.
También fue reconocido en los círculos de los estudiosos de los fenómenos paranormales y entre los espiritistas.

## Obra Literaria
Autor de varias obras literarias. Estas son: Libro del amoroso y bello pensamiento, tres tomos. Según el propio Rodríguez Lomelí, esta obra le fue dictada en "escritura automática". Otra obra destacada, En un pueblo alteño, en la cual habla de su querido Jalostotitlán.
Otros libros: Mi experiencia sobre espiritismo y parapsicología.
El último libro que publicó fue La hora fugaz, un recuento de sus poemas.